# 秦宗道
秦宗道（？—？），字仲學，號後湖，浙江寧波府慈谿縣人，民籍，明朝政治人物。

## 生平
嘉靖十六年（1537年）丁酉科浙江鄉試舉人。嘉靖三十二年（1553年），登進士第二甲第六名。刑部观政，起复补兵部主事，升员外郎，出为福建佥事。

## 家族
曾祖秦煇，贈通議大夫都察院右副都御史；祖父秦坤，贈通議大夫都察院右副都御史；父秦鉞，曾任通議大夫都察院右副都御史。母陳氏（封淑人）。兄秦宗儒（辽府右長史）、弟秦汉。